# Семериковка
Семери́ковка (рос. Семериковка, башк. Семериковка) — присілок у складі Дуванського району Башкортостану, Росія. Входить до складу Сікіязької сільської ради.
Населення — 88 осіб (2010; 96 у 2002).
Національний склад:
- росіяни — 83 %